# Lista de capítulos de Kanojo mo Kanojo

Kanojo mo Kanojo, uma série de mangás escrita e ilustrada por Hiroyuki, foi serializada na Weekly Shōnen Magazine da Kodansha de 4 de março de 2020 a 24 de maio de 2023. Dezesseis volumes tankōbon foram publicados de 17 de junho de 2020 a 14 de julho de 2023. Um vídeo promocional da série, estrelando Ayana Taketatsu e Ayane Sakura, foi lançado em 23 de outubro de 2020.
Em junho de 2022, a Panini Group anunciou o lançamento da série no Brasil, tendo o primeiro volume lançado em 26 de agosto de 2022.

## Volumes
| 1. Mesmo que Esse não Seja o Caminho Correto (それが正しい道じゃなくても, Sore ga tadashii michi ja nakutemo) 2. Negociação para um Namoro a Três (二股交渉, Futamata kōshō) 3. Um Problema Sobre Aquilo (アレの問題, Are no mondai) 4. A Noite da Desconfiança (疑惑の夜, Giwaku no yoru) 5. O Sentimento de Nagisa (渚の気持ち, Nagisa no kimochi) 6. Não Quero Decepcioná-lo (幻滅されたくない, Genmetsu saretaku nai) 7. Porque não Quero que Descubram (バレたくないから, Baretaku nai kara) 8. Um Lugar para os Três (３人の場所, Sannin no basho) 9. Não Quero Ser Abandonada (捨てられたくない, Suteraretaku nai) |

| 1. Volta, por Favor (帰ってきてよ, Kaette kite yo) 2. É que Eu... (だって私は..., Datte watashi wa...) 3. Namorada e Namorada (彼女と彼女, Kanojo to kanojo) 4. O Surgimento de Mirika (ミリカ登場, Mirika tōjō) 5. Terceira?! (３人目！？, Sanninme!?) 6. Eu nunca Vou Sair Daqui (絶対出ていかない, Zettai dete ikanai) 7. Por que Quero que Vá Embora (帰したい理由, Kaeshitai riyū) 8. Se For para Nós Dois (二人のためなら, Futari no tame nara) 9. De Esnobe a Apaixonada (ツンがデレ, Tsun ga dere) |

| 1. O que É necessário fazer (やるべきこと, Yarubeki koto) 2. A Convencida Está Cedendo (ツンがデレデレ, Tsun ga deredere) 3. Fique perto de Mim (そばにいて, Soba ni ite) 4. Abrace Ela (抱いてやれ, Daite yare) 5. Ele Obviamente Gosta Dele (どう見ても好き, Dō mite mo suki) 6. Todos Percebem que a Convencida Cedeu (ツンのデレがバレ, Tsun no dere ga bare) 7. Não Importa o que Diga (どんなに言われても, Donna ni iwarete mo) 8. O Resultado de Ter Sido Beijado por uma Menina que não É Sua Namorada (彼女以外の子にキスをされた結果, Kanojo igai no ko ni kisu o sareta kekka) 9. Ansiosos pelo Balneário (温泉楽しみ, Onsen tanoshimi) |

| 1. Coisas que Podem Ser Feitas Justamente por Serem Incomuns (非日常だからできること, Hinichijō da kara dekiru koto) 2. Eu Estou Bem (私は大丈夫ですので, Watashi wa daijōbu desu no de) 3. Cinco Minutos a Sós (二人きりの５分間, Futari kiri no gofunkan) 4. Contra a Shino (ＶＳ．紫乃, VS. Shino) 5. Coisas que Costumavam Acontecer em um Balneário (温泉でありがちなこと, Onsen de arigachi na koto) 6. O Naoya aos Olhos da Nagisa (渚にとっての直也, Nagisa ni totte no Naoya) 7. Eu Também (私だって, Watashi datte) 8. A Nagisa Também É Namorada (渚も彼女, Nagisa mo kanojo) 9. Relacionamento a Três, Jamais (二股なんて絶対に, Futamata nante zettai ni) |

| 1. Acorda, Naoya (目覚めて直也, Mezamete Naoya) 2. Então, Eu... (それなら私は, Sore nara watashi wa) 3. Vou Usar a Minha Irmã Mais Nova (妹を使おう, Imōto o tsukaō) 4. Um Momento Feliz (幸せな時間, Shiawase na jikan) 5. Vamos para as Férias de Verão (イケイケゴーゴー夏休み, Ike ike gō gō natsuyasumi) 6. Por Favor, Shino-san (お願い紫乃さん, Onegai Shino-san) 7. Vou Morar Junto! (一緒に住む！, Issho ni sumu!) 8. Shino e Saki (紫乃と咲, Shino to Saki) 9. Shino e Naoya (紫乃と直也, Shino to Naoya) |

| 1. Por Acaso... (もしかして, Moshi ka shite) 2. Seja Bem-Vinda, Shino-san (いらっしゃい紫乃さん, Irasshai Shino-san) 3. Aguente Firme (しっかりして, Shikkari shite) 4. Namorada e Fogos de Artifício — Parte 1 (花火と彼女①, Hanabi to kanojo ①) 5. Namorada e Fogos de Artifício — Parte 2 (花火と彼女②, Hanabi to kanojo ②) 6. Namorada e Fogos de Artifício — Parte 3 (花火と彼女③, Hanabi to kanojo ③) 7. Namorada e Fogos de Artifício — Parte 4 (花火と彼女④, Hanabi to kanojo ④) 8. Namorada e Fogos de Artifício — Parte 5 (花火と彼女⑤, Hanabi to kanojo ⑤) 9. Namorada e Fogos de Artifício — Parte 6 (花火と彼女⑥, Hanabi to kanojo ⑥) |

| 1. Não É Justo (ずるい, Zurui) 2. Namorada e a Determinação — Parte 1 (彼女と覚悟①, Kanojo to kakugo ①) 3. Namorada e a Determinação — Parte 2 (カノジョと覚悟②, Kanojo to kakugo ②) 4. Namorada e a Determinação — Parte 3 (カノジョと覚悟③, Kanojo to kakugo ③) 5. Namorada e a Determinação — Parte 4 (カノジョと覚悟④, Kanojo to kakugo ④) 6. Namorada e a Determinação — Parte 5 (カノジョと覚悟⑤, Kanojo to kakugo ⑤) 7. Namorada e a Determinação — Parte 6 (カノジョと覚悟⑥, Kanojo to kakugo ⑥) 8. Namorada e a Determinação — Parte 7 (カノジョと覚悟⑦, Kanojo to kakugo ⑦) 9. Cinco Meses para a Decisão (決着の５か月間, Ketchaku no Gokagetsukan) |

| 1. A Noite com Shino (紫乃との夜, Shino to no yoru) 2. A Noite com Mirika (ミリカとの夜, Mirika to no yoru) 3. A Noite com Nagisa (渚との夜, Nagisa to no yoru) 4. A Noite com Saki (咲との夜, Saki to no yoru) 5. A Batalha dos Peitos (チチバトル, Chichi batoru) 6. A Invasão dos Pais — Parte 1 (親、襲来, Oya, shūrai) 7. A Invasão dos Pais — Parte 2 (親、襲来 ②, Oya, shūrai ②) 8. Deixando Isso de Lado (それはそれとして, Sore wa sore to shite) 9. Mirika & Shino (ミリカ&紫乃, Mirika & Shino) |

| 1. Sentimentos Inabaláveis (ゆずれない想い, Yuzurenai omoi) 2. Férias com as Namoradas — Parte 1 (カノジョとバカンス①, Kanojo to bakansu ①) 3. Férias com as Namoradas — Parte 2 (カノジョとバカンス②, Kanojo to bakansu ②) 4. Férias com as Namoradas — Parte 3 (カノジョとバカンス③, Kanojo to bakansu ③) 5. Férias com as Namoradas — Parte 4 (カノジョとバカンス④, Kanojo to bakansu ④) 6. Férias com as Namoradas — Parte 5 (カノジョとバカンス⑤, Kanojo to bakansu ⑤) 7. Férias com as Namoradas — Parte 6 (カノジョとバカンス⑥, Kanojo to bakansu ⑥) 8. A Decisão Dela — Parte 1 (カノジョの決意①, Kanojo no ketsui ①) 9. A Decisão Dela — Parte 2 (カノジョの決意②, Kanojo no ketsui ②) |

| 1. A Decisão Dela — Parte 3 (カノジョの決意③, Kanojo no ketsui ③) 2. A Decisão Dela — Parte 4 (カノジョの決意④, Kanojo no ketsui ④) 3. A Decisão Dela — Parte 5 (カノジョの決意⑤, Kanojo no ketsui ⑤) 4. A Decisão Dela — Parte 6 (カノジョの決意⑥, Kanojo no ketsui ⑥) 5. A Decisão Dela — Parte 7 (カノジョの決意⑦, Kanojo no ketsui ⑦) 6. A Decisão Dela — Parte 8 (カノジョの決意⑧, Kanojo no ketsui ⑧) 7. A Decisão Dela — Parte 9 (カノジョの決意⑨, Kanojo no ketsui ⑨) 8. A Decisão Dela — Parte 10 (カノジョの決意⑩, Kanojo no ketsui ⑩) 9. A Decisão Dela. E Então... (カノジョの決意。そして。, Kanojo no ketsui. Soshite.) |

| 1. Resoluções (後始末, Atoshimatsu) 2. Não Tive Resultado Algum (なんの成果もあげられませんでした, Nan no seika mo age raremasendeshita) 3. Beber, só Depois dos 20 Anos (お酒は20歳から, O sake wa 20-sai kara) 4. A Segunda É a que Importa (2度目が肝心, 2-Dome ga kanjin) 5. Não Sei Como Beijar (キスのやりかたがわかりません, Kisu no yarikata ga wakarimasen) 6. Vamos Estudar com Afinco (お勉強を頑張りましょう, O benkyō o ganbarimashō) 7. O que Vai Fazer no Futuro? (将来どうするの？, Shōrai dō suru no?) 8. Rumo aos Nossos Sonhos (夢に向かってゴー, Yume ni mukatte gō) 9. Sobreviva aos Exames! (テストを乗り越えろ！, Tesuto o norikoero!) |

| 1. A Carreira de Nagisa (渚の進路, Nagisa no shinro) 2. Mirika e as Provas (ミリカとテスト, Mirika to tesuto) 3. Aquilo não Sai da Cabeça (アレが気になります, Are ga ki ni narimasu) 4. A Maior de Todas as Crises (最大の危機, Saidai no kiki) 5. Naoya Suando (やばい直也, Yabai Naoya) 6. A Força de Todas (みんなのちから, Min'na nochi kara) 7. Nagisa e a Mãe (渚と母, Nagisa to haha) 8. Nagisa e o Futuro (渚と将来, Nagisa to shōrai) 9. Resultado dos Exames (テストの結果, Tesuto no kekka) |

| 1. Comemoração (お祝い, Oiwai) 2. Outra pessoa (他人, Tanin) 3. Encontro com a Namorada (カノジョとデート, Kanojo to dēto) 4. Encontro com a Nagisa — Parte 1 (渚とデート①, Nagisa to dēto ①) 5. Encontro com a Nagisa — Parte 2 (渚とデート②, Nagisa to dēto ②) 6. Encontro com a Shino — Parte 1 (紫乃とデート①, Shino to dēto ①) 7. Encontro com a Shino — Parte 2 (紫乃とデート②, Shino to dēto ②) 8. Encontro com a Mirika — Parte 1 (ミリカとデート①, Mirika to dēto ①) 9. Encontro com a Mirika — Parte 2 (ミリカとデート②, Mirika to dēto ②) |

| 1. Encontro com a Mirika — Parte 3 (ミリカとデート③, Mirika to dēto ③) 2. Encontro com a Mirika — Parte 4 (ミリカとデート④, Mirika to dēto ④) 3. Encontro com a Saki — Parte 1 (咲とデート①, Saki to dēto ①) 4. Encontro com a Saki — Parte 2 (咲とデート②, Saki to dēto ②) 5. Encontro com a Saki — Parte 3 (咲とデート③, Saki to dēto ③) 6. Ao Fim dos Encontros (デートを終えて, Dēto o oete) 7. O que não se Pode Retratar (消せないもの, Kesenai mono) 8. O que não se Pode Apagar (無くせないもの, Nakusenai mono) 9. Normal (普通, Futsū) |

| 1. Saki e o Sentimento dos Três — Parte 1 (咲と3人の気持ち①, Saki to 3-ri no kimochi ①) 2. Saki e o Sentimento dos Três — Parte 2 (咲と3人の気持ち②, Saki to 3-ri no kimochi ②) 3. Saki e o Sentimento dos Três — Parte 3 (咲と3人の気持ち③, Saki to 3-ri no kimochi ③) 4. Saki e o Sentimento dos Três — Parte 4 (咲と3人の気持ち④, Saki to 3-ri no kimochi ④) 5. O Futuro da Relação (二股の先へ, Futamata no saki e) 6. Beijar a Namorada (彼女とキス, Kanojo to kisu) 7. A Última Batalha — Parte 1 (最後の戦い①, Saigo no tatakai ①) 8. A Última Batalha — Parte 2 (最後の戦い②, Saigo no tatakai ②) 9. A Última Batalha — Parte 3 (最後の戦い③, Saigo no tatakai ③) |

| 1. A Última Batalha — Parte 4 (最後の戦い④, Saigo no tatakai ④) 2. A Última Batalha — Parte 5 (最後の戦い⑤, Saigo no tatakai ⑤) 3. A Última Batalha — Parte 6 (最後の戦い⑥, Saigo no tatakai ⑥) 4. A Última Batalha — Parte 7 (最後の戦い⑦, Saigo no tatakai ⑦) 5. A Última Batalha — Parte 8 (最後の戦い⑧, Saigo no tatakai ⑧) 6. A Última Batalha — Parte 9 (最後の戦い⑨, Saigo no tatakai ⑨) 7. A Última Batalha — Parte 10 (最後の戦い⑩, Saigo no tatakai ⑩) 8. Após a Decisão (決着のあと, Ketchaku no ato) 9. Confissões e Namoradas (カノジョも彼女, Kanojo mo kanojo) |